# 圣莱热拉蒙塔涅
圣莱热拉蒙塔涅（法語：Saint-Léger-la-Montagne，法語發音：[sɛ̃ leʒe la mɔ̃taɲ]）是法国新阿基坦大区上维埃纳省的一个市镇，属于利摩日区。

## 地理
圣莱热拉蒙塔涅（46°1'47"N, 1°25'8"E）面积32.62 平方千米，位于法国新阿基坦大区上维埃纳省，该省份为法国中西部省份，北起顺时针与安德尔省、克勒兹省、科雷兹省、多爾多涅省、夏朗德省和维埃纳省接壤。
与圣莱热拉蒙塔涅接壤的市镇（或旧市镇、城区）包括：里瓦利耶河畔贝尔萨克、昂巴扎克、雅布雷耶莱博尔德、拉容谢尔圣莫里斯、拉泽、圣洛朗莱塞格利斯、圣叙尔皮斯-洛里耶尔、圣西尔韦斯特。

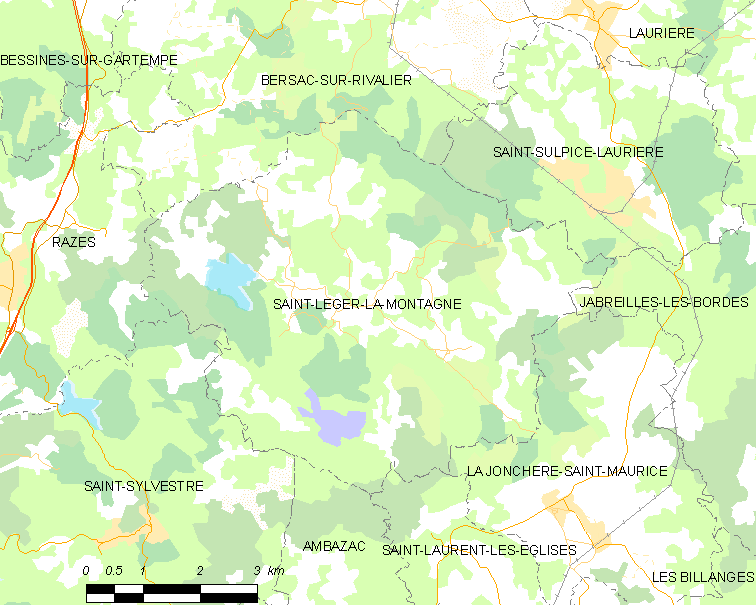
圣莱热拉蒙塔涅的OSM定位图

圣莱热拉蒙塔涅的时区为UTC+01:00、UTC+02:00（夏令时）。

## 行政
圣莱热拉蒙塔涅的邮政编码为87340，INSEE市镇编码为87159。

## 政治
圣莱热拉蒙塔涅所属的省级选区为昂巴扎克县。

## 人口

1962-2008年间圣莱热拉蒙塔涅人口变化图示

圣莱热拉蒙塔涅于2022年1月1日时的人口数量为358人。